# Junko Asari
Junko Asari, född 22 september 1969, är en japansk före detta friidrottare (maratonlöpare).
Asari blev världsmästare i maraton vid VM 1993 i Stuttgart. Förutom den titeln var Asari med i OS 1996 där hon placerade sig först på 17:e plats. Asari har även två gånger vunnit Tokyo maraton två gånger.
Asaris personliga rekord i maraton är 2.26.10 från en tävling i Osaka 1994.